# Erica rubens
Erica rubens är en ljungväxtart som beskrevs av Gábor Gabriel Andreánszky. Erica rubens ingår i släktet klockljungssläktet, och familjen ljungväxter. Inga underarter finns listade i Catalogue of Life.